# Aurons
Aurons [oʁɔ̃]  est une commune française située dans le département des Bouches-du-Rhône, en région Provence-Alpes-Côte d'Azur. Elle fait partie de la métropole d'Aix-Marseille-Provence.

## Géographie

### Situation
Aurons est située au cœur du massif des Costes, séparant la Touloubre de la Durance. Le village est situé à 6 km de Salon-de-Provence. Sites remarquables : défilé de la Goule, plateau du Farigoulet, plateau du Sonailler, grottes du Castellas.

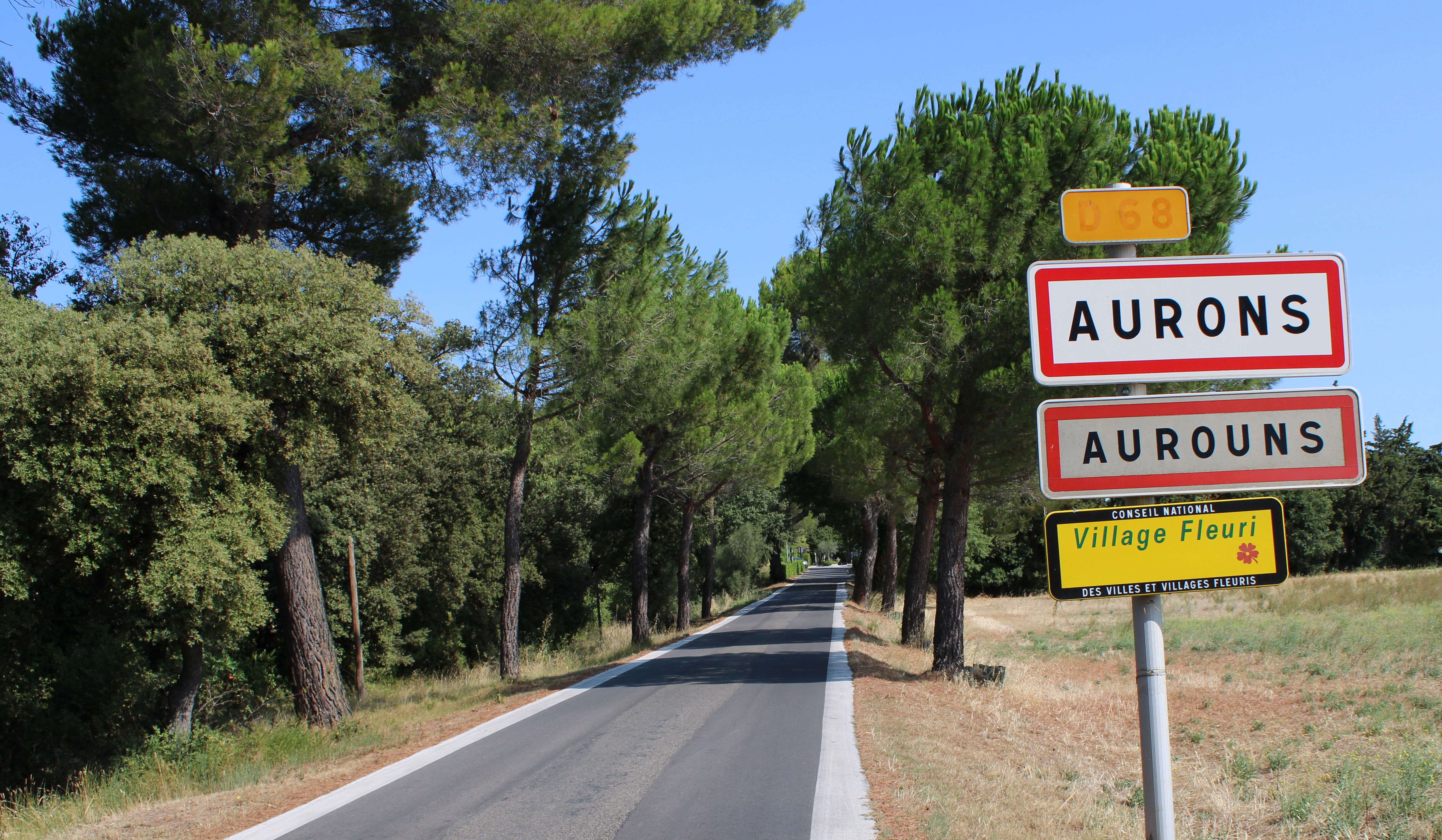
Entrée du village.

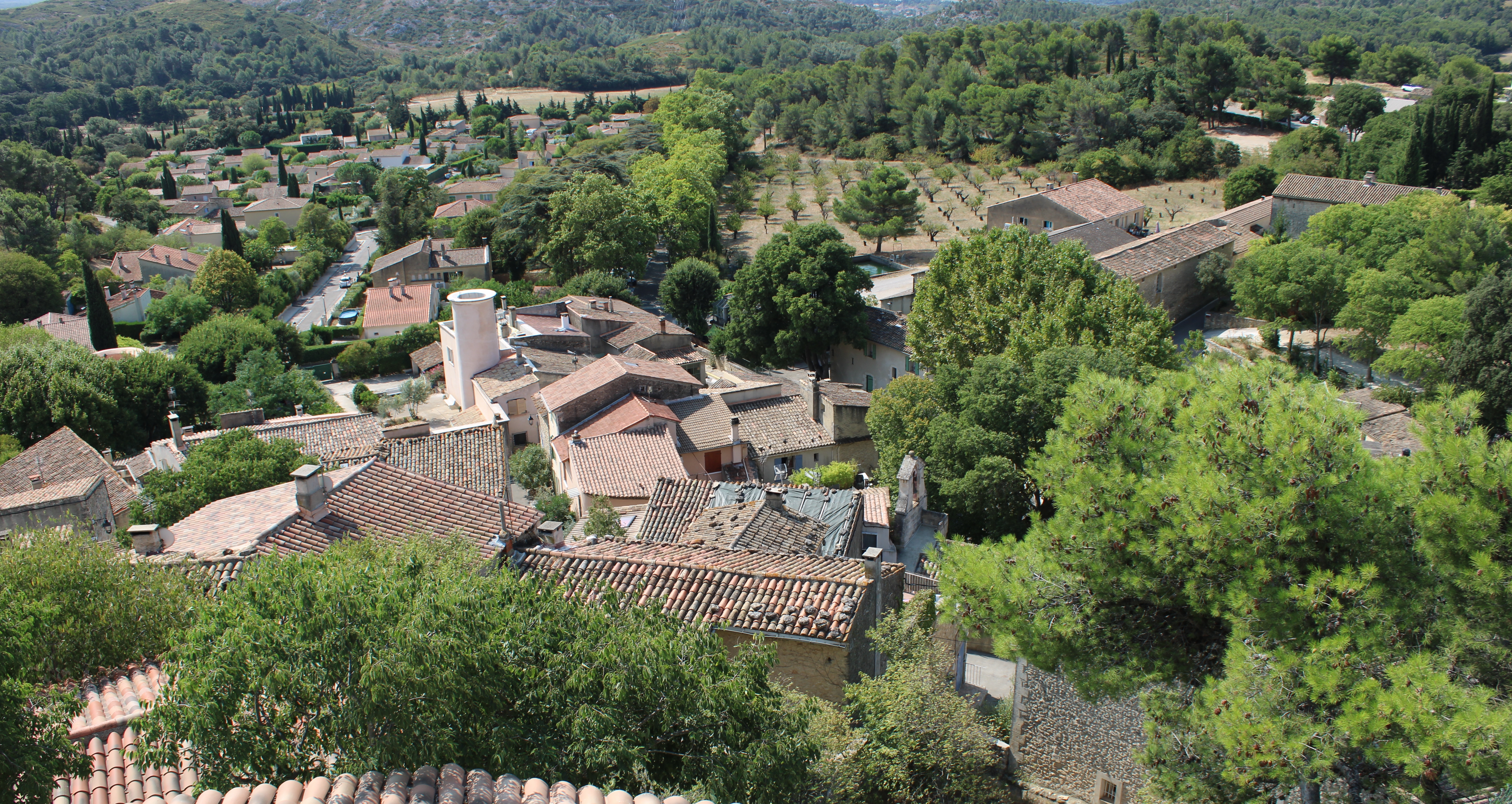
Panorama depuis le Castellas : au premier plan, le vieux village. Au second plan, les constructions nouvelles qui ont entraîné la multiplication par cinq de la population en une cinquantaine d'années (de 105 habitants en 1965 à 540 en 2018).

### Communes limitrophes
| Lamanon           | Alleins    | Vernègues  |
| Salon-de-Provence | Aurons     | Lambesc    |
| Salon-de-Provence | Pélissanne | Pélissanne |

### Voies de communication et transports
Aurons est reliée aux communes voisines par des petites routes départementales : à Salon-de-Provence et à Alleins par la D16, à Pélissanne par la D68, et à Vernègues par la D22b.
Les autoroutes A7 (Lyon-Avignon-Marseille), A8 (Salon-Aix-Nice) et A54 (Salon-Nîmes) sont en interconnexion à Salon, à 6 km d'Aurons.
La ligne Libébus no 8 du réseau La Métropole Mobilité relie Aurons à Salon (via Pélissanne) d'une part, à Vernègues d'autre part.
La gare de Salon est desservie par les TER de la région PACA de et vers Marseille d'une part, Avignon-ville (avec correspondances de et vers Lyon et Montpellier) et Avignon-TGV (ligne rapide Paris-Marseille) d'autre part.
L'aéroport de Marseille Provence est à 30 kilomètres au sud de Salon (navettes par autocar).

### Sismicité
Dans la division du territoire national en 5 zones de sismicité, Aurons et les communes voisines sont classées en zone 4 dite de sismicité moyenne. La commune a de ce fait établi un Plan de protection des risques (PPR) Séisme et mouvements de terrain.
La commune voisine de Vernègues a été presque totalement détruite par le séisme du 11 juin 1909. Le 23 décembre 1934 un autre séisme a encore touché Vernègues. Depuis 1980 la quasi-totalité des mouvements sismiques enregistrés dans les Bouches-du-Rhône l'ont été entre Aix-en-Provence et Marseille.

### Climat
Pour des articles plus généraux, voir Climat de Provence-Alpes-Côte d'Azur et Climat des Bouches-du-Rhône.
En 2010, le climat de la commune est de type climat méditerranéen franc, selon une étude du Centre national de la recherche scientifique s'appuyant sur une série de données couvrant la période 1971-2000. En 2020, Météo-France publie une typologie des climats de la France métropolitaine dans laquelle la commune est exposée à un climat méditerranéen et est dans la région climatique Provence, Languedoc-Roussillon, caractérisée par une pluviométrie faible en été, un très bon ensoleillement (2 600 h/an), un été chaud (21,5 °C), un air très sec en été, sec en toutes saisons, des vents forts (fréquence de 40 à 50 % de vents > 5 m/s) et peu de brouillards.
Pour la période 1971-2000, la température annuelle moyenne est de 13,9 °C, avec une amplitude thermique annuelle de 16,5 °C. Le cumul annuel moyen de précipitations est de 627 mm, avec 5,8 jours de précipitations en janvier et 2 jours en juillet. Pour la période 1991-2020, la température moyenne annuelle observée sur la station météorologique de Météo-France la plus proche, « Salon-de-Provence », sur la commune de Salon-de-Provence à 6 km à vol d'oiseau, est de 14,7 °C et le cumul annuel moyen de précipitations est de 594,1 mm. 
La température maximale relevée sur cette station est de 43,4 °C, atteinte le 28 juin 2019 ; la température minimale est de −18,5 °C, atteinte le 12 février 1956,,.
Les paramètres climatiques de la commune ont été estimés pour le milieu du siècle (2041-2070) selon différents scénarios d'émission de gaz à effet de serre à partir des nouvelles projections climatiques de référence DRIAS-2020. Ils sont consultables sur un site dédié publié par Météo-France en novembre 2022.

## Urbanisme

### Typologie
Au 1er janvier 2024, Aurons est catégorisée commune rurale à habitat dispersé, selon la nouvelle grille communale de densité à 7 niveaux définie par l'Insee en 2022.
Elle est située hors unité urbaine. Par ailleurs la commune fait partie de l'aire d'attraction de Marseille - Aix-en-Provence, dont elle est une commune de la couronne,. Cette aire, qui regroupe 115 communes, est catégorisée dans les aires de 700 000 habitants ou plus (hors Paris),.

### Occupation des sols
L'occupation des sols de la commune, telle qu'elle ressort de la base de données européenne d’occupation biophysique des sols Corine Land Cover (CLC), est marquée par l'importance des forêts et milieux semi-naturels (67,4 % en 2018), une proportion identique à celle de 1990 (67,4 %). La répartition détaillée en 2018 est la suivante : 
milieux à végétation arbustive et/ou herbacée (35,4 %), forêts (32 %), cultures permanentes (10,8 %), terres arables (10,6 %), zones agricoles hétérogènes (8,9 %), zones urbanisées (2,3 %). L'évolution de l’occupation des sols de la commune et de ses infrastructures peut être observée sur les différentes représentations cartographiques du territoire : la carte de Cassini (XVIIIe siècle), la carte d'état-major (1820-1866) et les cartes ou photos aériennes de l'IGN pour la période actuelle (1950 à aujourd'hui).

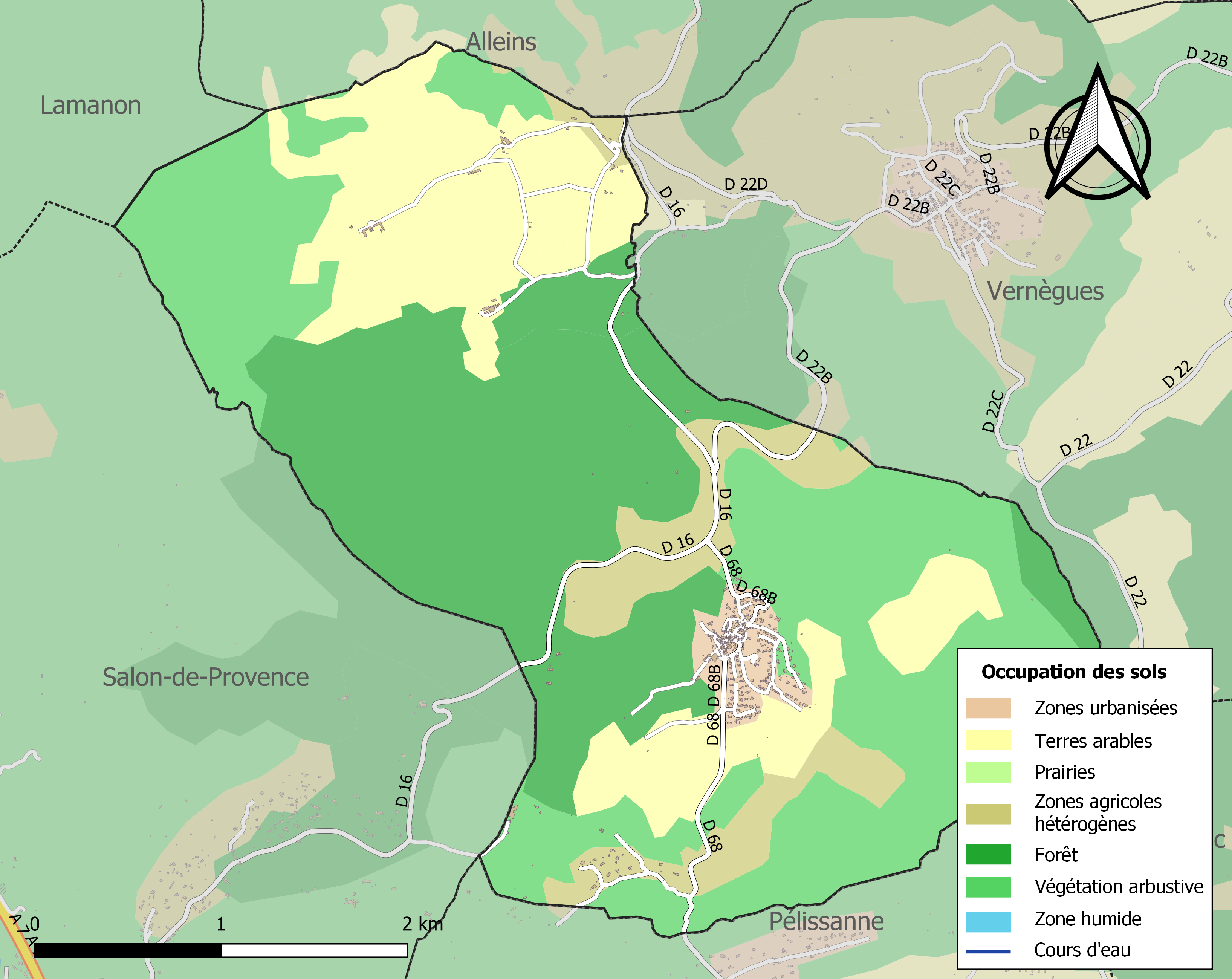
Carte des infrastructures et de l'occupation des sols de la commune en 2018 (CLC).

## Histoire

### Moyen Âge
- Si vous ne connaissez pas le sujet, laissez ce bandeau (vous pouvez alors contacter les auteurs).
- Si vous supprimez le contenu mis en cause (vous pouvez préalablement contacter les auteurs),

argumentez précisément cette suppression dans la page de discussion
(un manque de référence n'est pas un argument ; une recherche réelle de référence doit avoir été effectuée, être formellement documentée).
Du XIIe au XVe siècle, le prieuré Saint-Pierre de Canon appartenait à l’abbaye Saint-André de Villeneuve-lès-Avignon.
Arimondus de Auronis, damoiseau, fut seigneur d'Aurons. Il descendait d'une vieille famille de chevaliers qui s'était implantée dans la campagne de Pélissanne aux XIIe et XIIIe siècles. Il doit être différencié du damoiseau Raymond d'Aurons, coseigneur de Rognonas et doit plutôt être un membre de la famille de Rostaing de Auronis, damoiseau attesté en 1345 et du noble Pierre de Auronis, coseigneur d'Aurons, qui cède ses droits seigneuriaux à Pélissanne, à la cour en 1322. Il est le fils de Hugues de Auronis, coseigneur d'Aurons, et possédait des biens à Pélissanne qu'il possédait de l'abbaye de Montmajour. Aimondus eut un fils, Pierre de Auronis, alias de "Luperiis".
La mort de la reine Jeanne Ire ouvre une crise de succession à la tête du comté de Provence, les villes de l’Union d'Aix (1382-1387) soutenant Charles de Duras contre Louis Ier d'Anjou. Le seigneur d’Aurons, Raymond, se rallie aux Angevins en 1385, après la mort de Louis Ier.

### Révolution française
À Aurons, le comité de surveillance est institué en 1793. Il ne peut recruter les douze membres prévus dans le décret de la Convention et compte plusieurs membres simples paysans et illettrés. Son institution marque en quelque sorte l’apogée démocratique de la Révolution. Les membres illettrés prennent néanmoins toute leur place dans les débats et occupent à tour de rôle la place de président. Le comité, chargé de la surveillance de l’application des lois et de la confection des listes de suspects, déclare qu’il n’y a aucun suspect dans la commune, uniquement peuplée de cultivateurs.

## Politique et administration

### Liste des maires

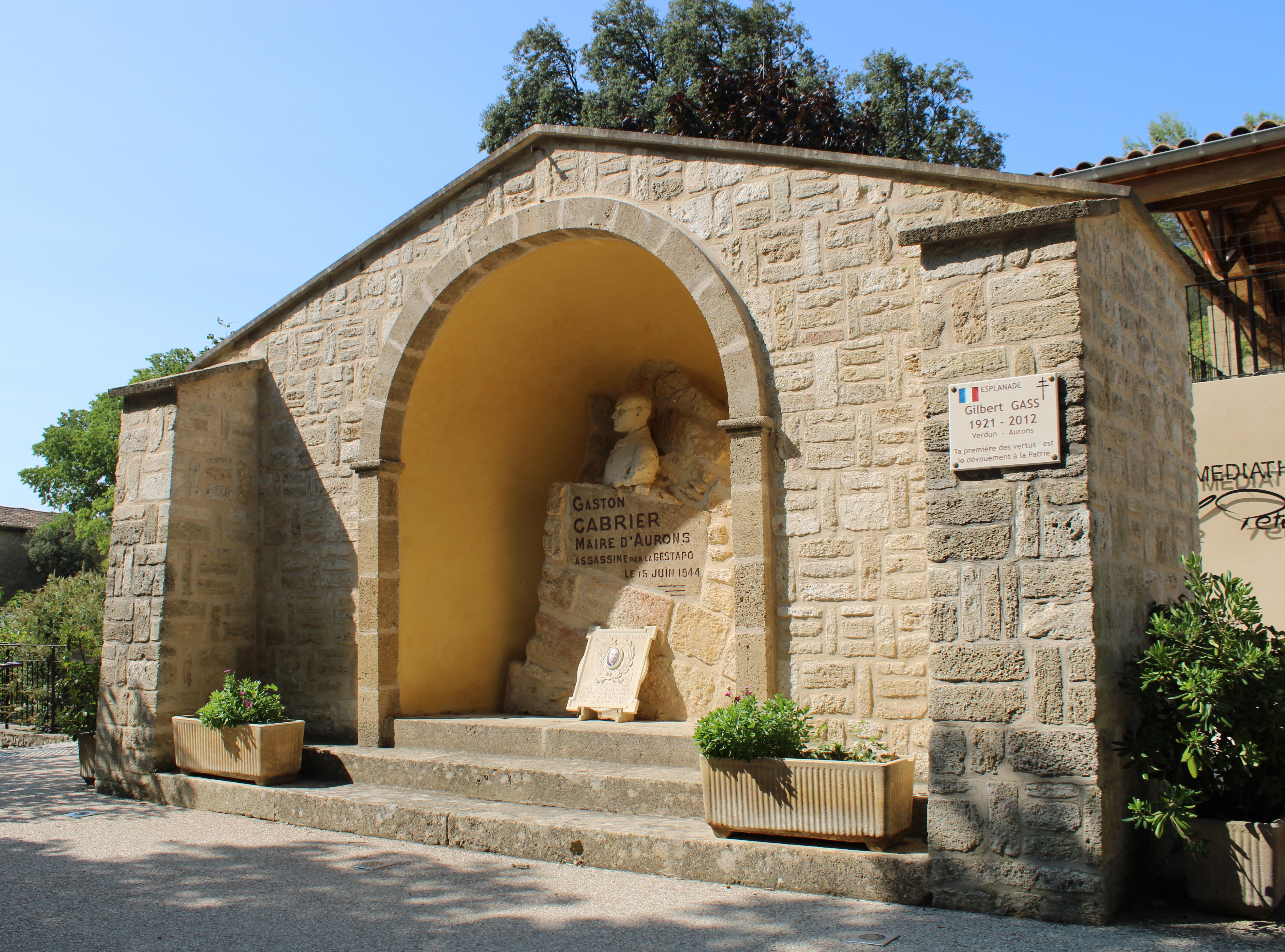
Monument hommage à Gaston Cabrier.

| Période   | Période      | Identité         | Étiquette | Qualité                           |
| --------- | ------------ | ---------------- | --------- | --------------------------------- |
| ?         | 15 juin 1944 | Gaston Cabrier   |           | Résistant - Fusillé par les nazis |
|           |              |                  |           |                                   |
| 1960      | mars 2008    | Maurice Merendol | SFIO-PS   |                                   |
| mars 2008 | mars 2014    | Robert Coste     |           |                                   |
| mars 2014 | En cours     | André Bertero    | PS        | Retraité                          |

### Tendances politiques et résultats
| Scrutin             | Scrutin             | 1er tour | 1er tour | 1er tour | 1er tour | 1er tour | 1er tour | 1er tour | 1er tour  | 1er tour | 1er tour | 1er tour | 1er tour | 2d tour | 2d tour | 2d tour | 2d tour | 2d tour | 2d tour |
| Scrutin             | Scrutin             | 1er      | 1er      | %        | 2e       | 2e       | %        | 3e       | 3e        | %        | 4e       | 4e       | %        | 1er     | 1er     | %       | 2e      | 2e      | %       |
| ------------------- | ------------------- | -------- | -------- | -------- | -------- | -------- | -------- | -------- | --------- | -------- | -------- | -------- | -------- | ------- | ------- | ------- | ------- | ------- | ------- |
| Présidentielle 2017 | Présidentielle 2017 |          | EM       | 26,68    |          | LR       | 22,84    |          | FN        | 20,67    |          | LFI      | 15,87    |         | FN      | 32,37   |         | EM      | 67,63   |
| Présidentielle 2022 | Présidentielle 2022 |          | LREM     | 33,69    |          | RN       | 21,56    |          | LFI       | 14,02    |          | REC      | 11,59    |         | LREM    | 56,43   |         | RN      | 43,57   |
| Législatives 2022   | 8e                  |          | Ren-Ens  | 36,01    |          | LR       | 25,52    |          | LFI-Nupes | 15,38    |          | RN       | 13,64    |         | Ren     | 61,54   |         | RN      | 38,46   |
| Législatives 2024   | 8e                  |          | RN       | 37,04    |          | Ren-Ens  | 33,05    |          | LFI-NFP   | 17,66    |          | LR       | 6,55     |         | Ren     | 57,22   |         | RN      | 42,78   |

## Population et société

### Démographie

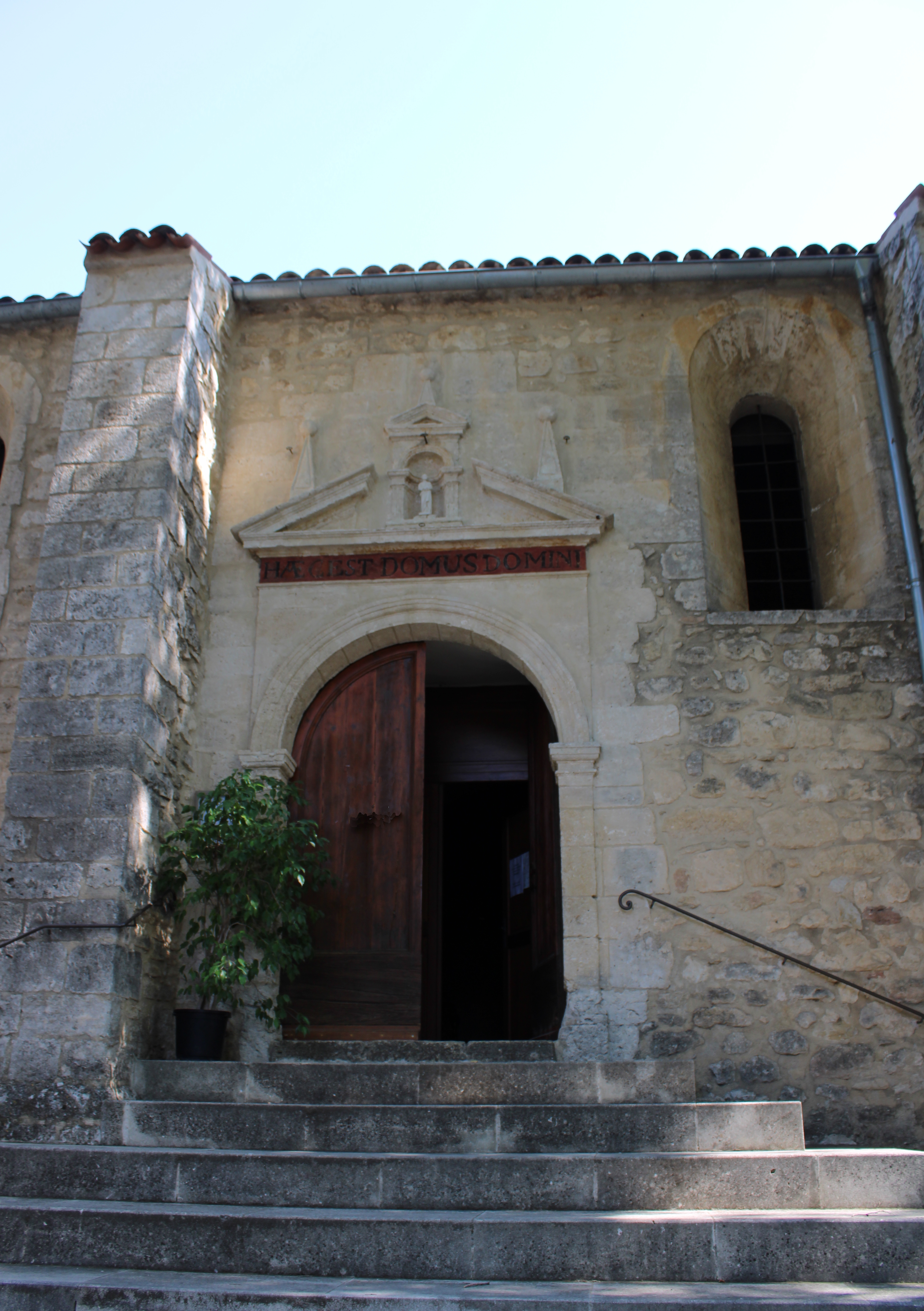
L'église romane.

L'évolution du nombre d'habitants est connue à travers les recensements de la population effectués dans la commune depuis 1793. Pour les communes de moins de 10 000 habitants, une enquête de recensement portant sur toute la population est réalisée tous les cinq ans, les populations de référence des années intermédiaires étant quant à elles estimées par interpolation ou extrapolation. Pour la commune, le premier recensement exhaustif entrant dans le cadre du nouveau dispositif a été réalisé en 2008.

En 2022, la commune comptait 559 habitants, en évolution de +3,14 % par rapport à 2016 (Bouches-du-Rhône : +2,48 %, France hors Mayotte : +2,11 %).
| 1793 | 1800 | 1806 | 1821 | 1831 | 1836 | 1841 | 1846 | 1851 |
| ---- | ---- | ---- | ---- | ---- | ---- | ---- | ---- | ---- |
| 205  | 217  | 208  | 217  | 215  | 214  | 223  | 227  | 232  |

| 1856 | 1861 | 1866 | 1872 | 1876 | 1881 | 1886 | 1891 | 1896 |
| ---- | ---- | ---- | ---- | ---- | ---- | ---- | ---- | ---- |
| 230  | 217  | 213  | 198  | 213  | 191  | 189  | 177  | 201  |

| 1901 | 1906 | 1911 | 1921 | 1926 | 1931 | 1936 | 1946 | 1954 |
| ---- | ---- | ---- | ---- | ---- | ---- | ---- | ---- | ---- |
| 240  | 182  | 151  | 85   | 108  | 86   | 75   | 93   | 70   |

| 1962 | 1968 | 1975 | 1982 | 1990 | 1999 | 2006 | 2008 | 2013 |
| ---- | ---- | ---- | ---- | ---- | ---- | ---- | ---- | ---- |
| 105  | 150  | 247  | 282  | 355  | 511  | 527  | 531  | 531  |

| 2018 | 2022 | - | - | - | - | - | - | - |
| ---- | ---- | - | - | - | - | - | - | - |
| 560  | 559  | - | - | - | - | - | - | - |

### Enseignement
Il y a une école de deux classes (une de la maternelle au CP, l'autre du CE1 au CM2) à Aurons.

### Personnalités liées à la commune
- Gaston Cabrier (1892 - 15 juin 1944): maire d'Aurons, il fut un membre actif dans la résistance à partir de 1943. Dénoncé, il fut fusillé par les nazis le 15 juin 1944[30].

### Héraldique
| Armes de Aurons | Les armes peuvent se blasonner ainsi : Coupé de gueules à un bœuf d'or, et d'argent à la barre de sinople. |

## Économie
Il y a un petit bar/restaurant au centre du village où ont lieu certaines festivités.

## Culture locale et patrimoine

### Lieux et monuments
- Chapelle Saint-Martin-du-Sonnailler de style roman (XIIe siècle).
- Église Saint-Pierre-ès-Liens d'Aurons. Elle est inscrite à l'Inventaire général du patrimoine culturel[31].

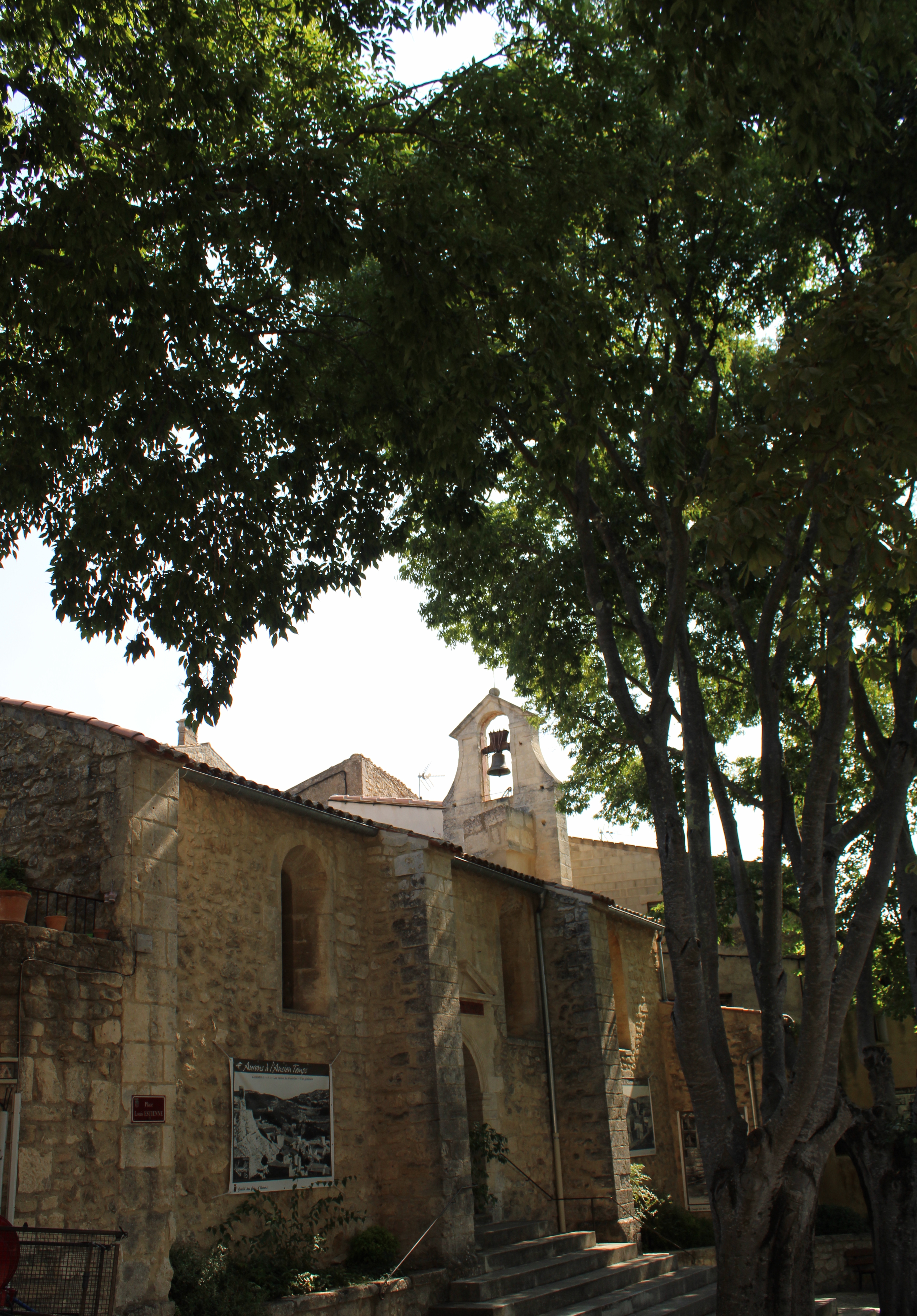
L'église et son clocher-mur qui émergeau milieu des habitations.
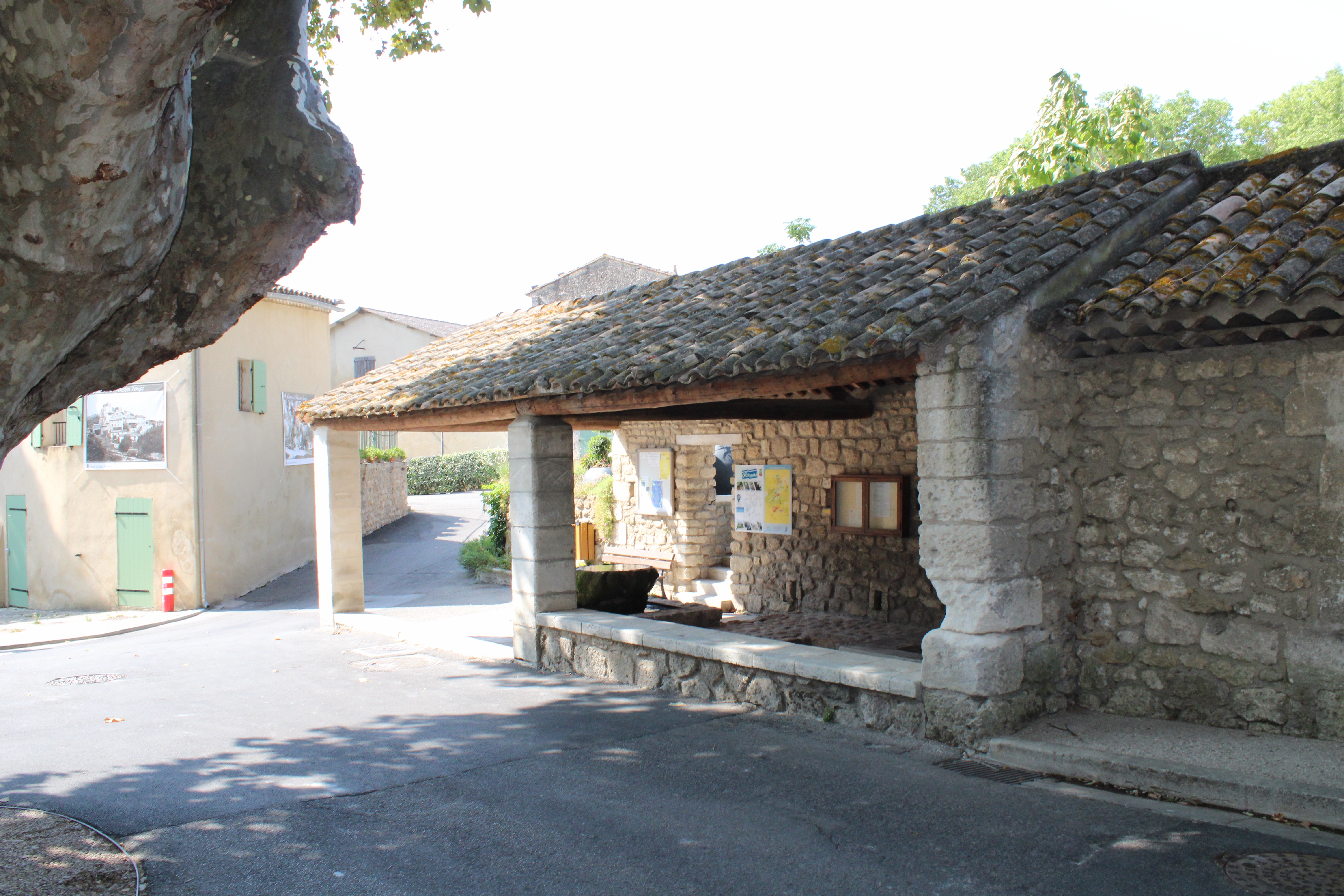
Le lavoir de la place de l'église.
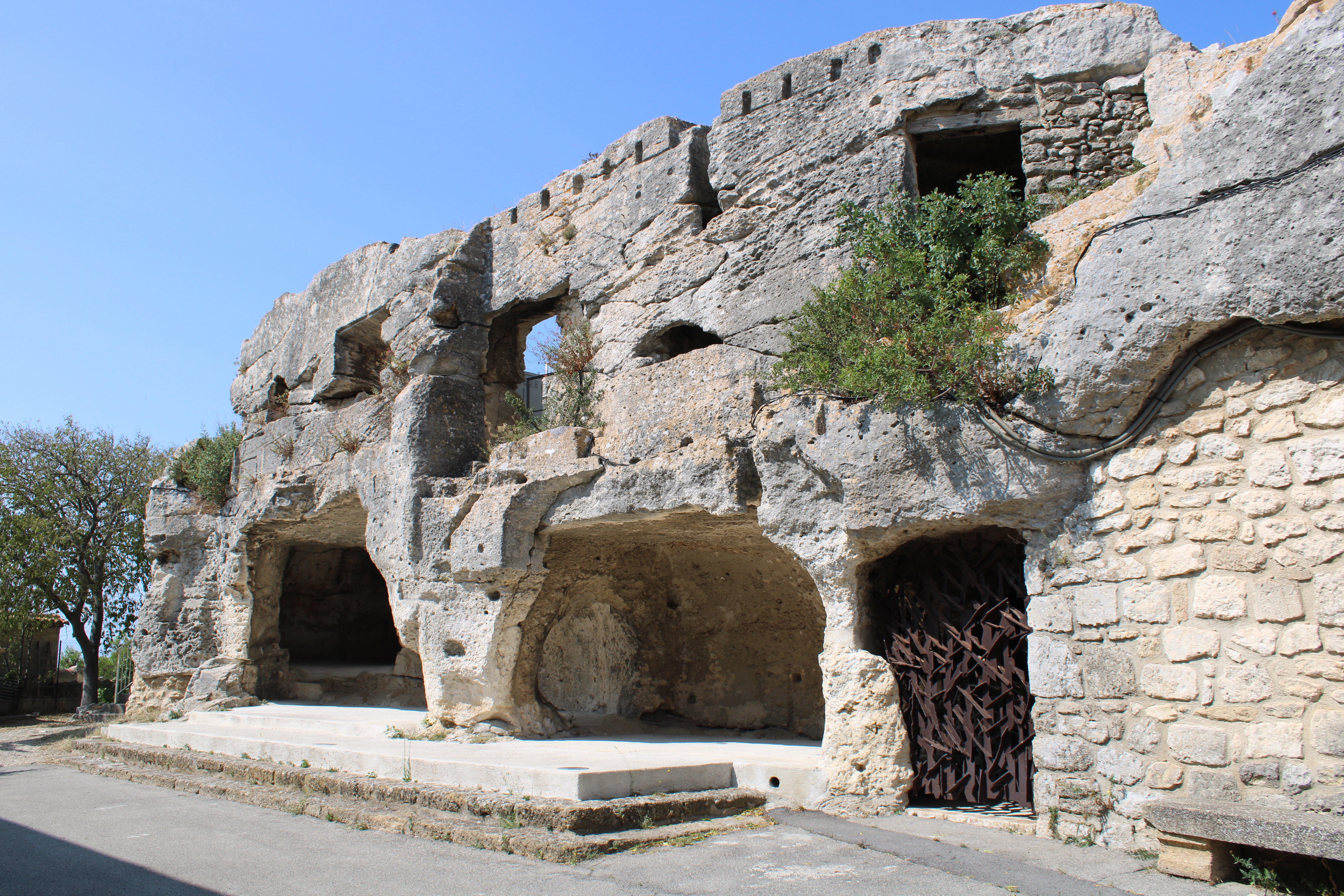
Les habitations troglodytiques du mont Castelles.
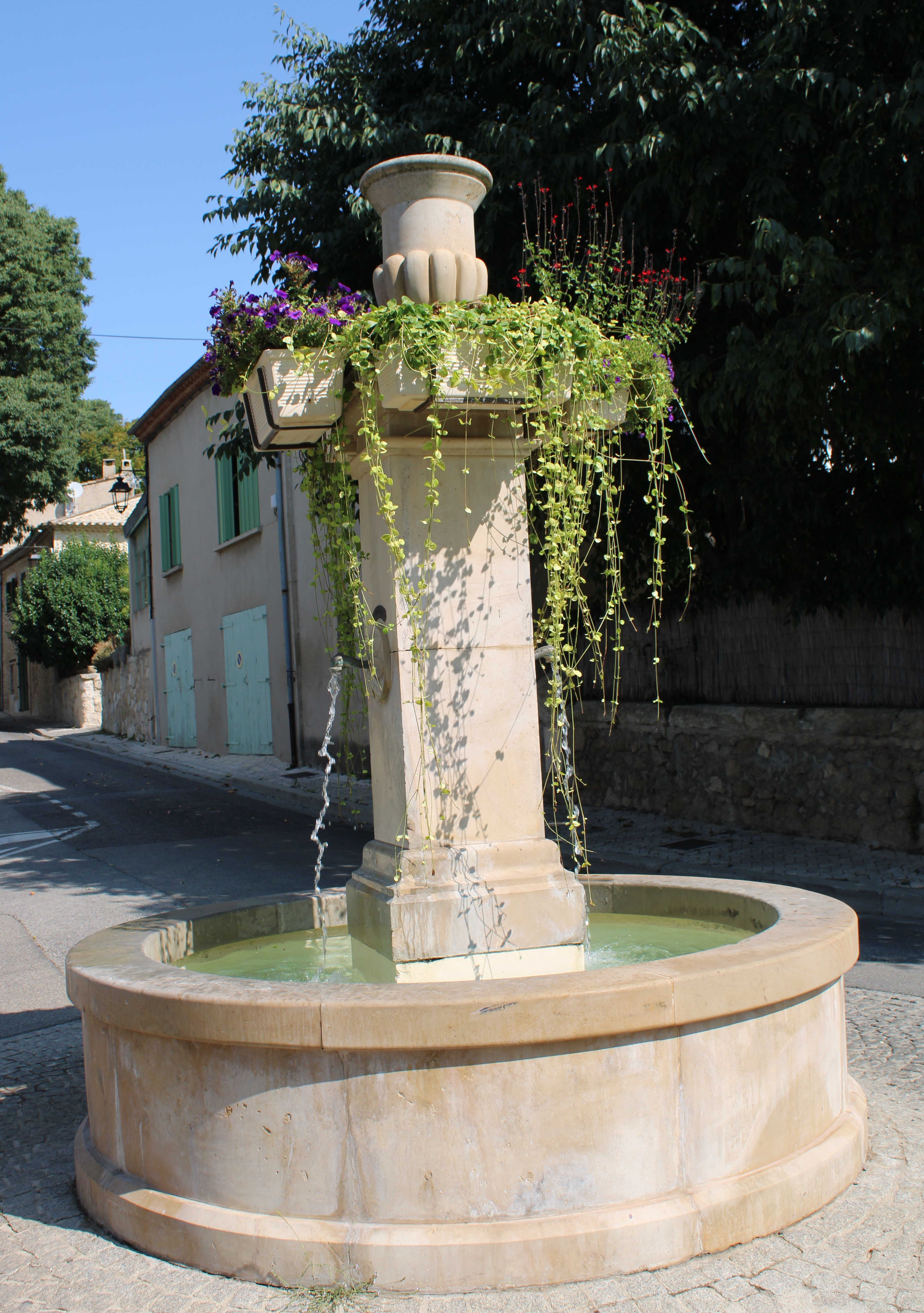
La fontaine.
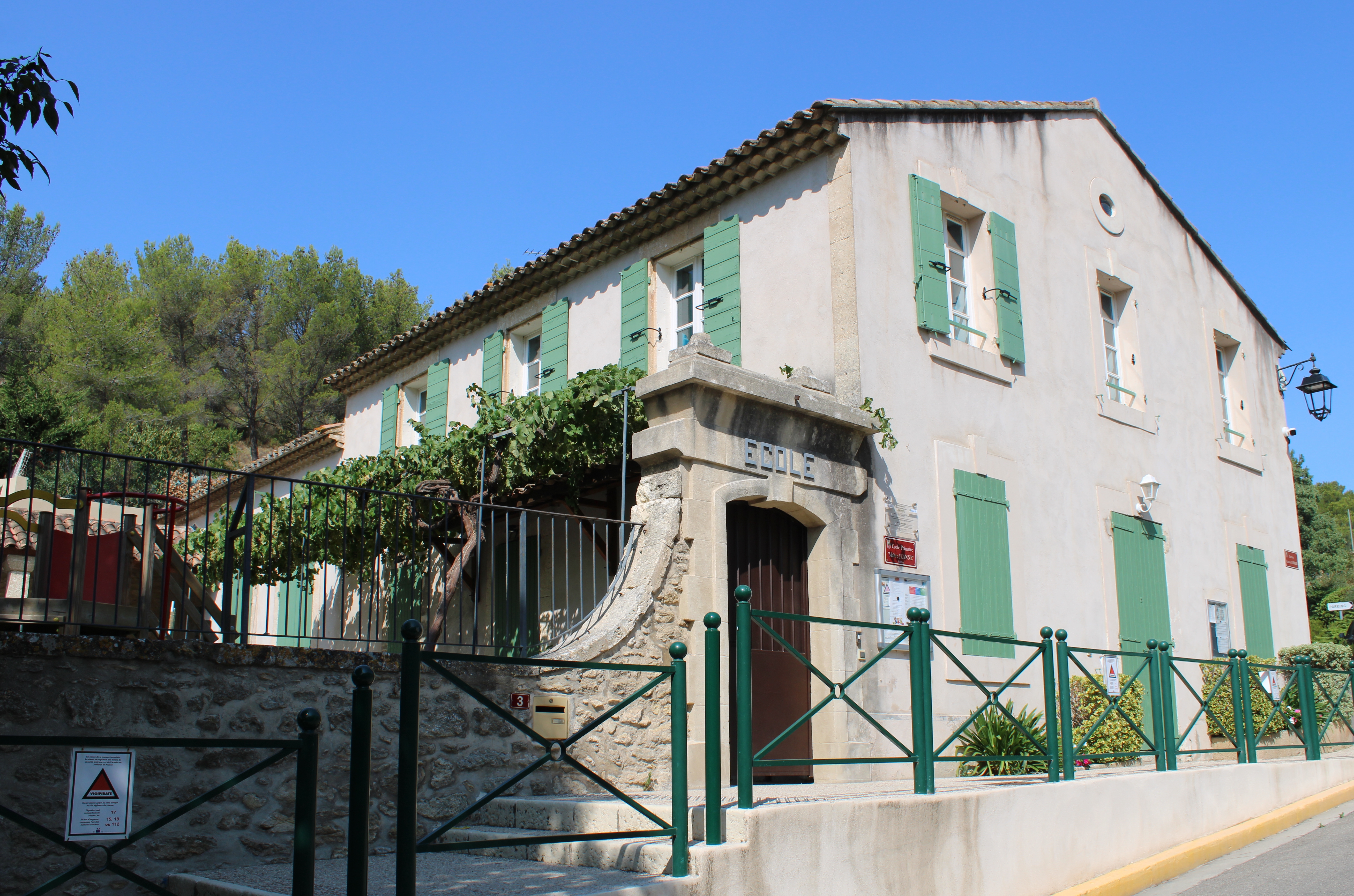
L'école.